# Riccardo Cozzaglio
Riccardo Cozzaglio (geboren 29. Dezember 1896 in Brescia; gestorben 12. März 1965 in Gardone Riviera) war ein italienischer Bauingenieur und Kommunalpolitiker. In der Mitte der 1920er Jahre zeichnete er sich für die Planung und den Bau der als Gardesana Occidentale bekannten Uferstraße am Gardasee aus.

## Leben
Riccardo Cozzaglio war der Sohn des Geologen Arturo Cozzaglio. Während des Ersten Weltkrieges diente er bei den Alpini und wurde 1917 als Leutnant beim 1. Gebirgsartillerieregiment bei den Kämpfen um den Mrzli vrh bei Tolmein am Isonzo und am Monte Santo bei Görz mit jeweils einer Tapferkeitsmedaille in Bronze ausgezeichnet.
Von 1923 an war Cozzaglio Bürgermeister von Gardone Riviera. Nach der Auflösung des Gemeinderates 1926 übernahm er bis 1934 das Amt des faschistischen Podestà. Als Bürgermeister und Ingenieur machte er sich daran ein Projekt für den Bau einer Uferstraße an der Westseite des Gardasees zwischen Gargnano und Riva auszuarbeiten. Sein Vater hatte bereits zwischen 1908 und 1913 die Bauarbeiten der sogenannten Strada della Forra geleitet. Letztere verbindet Tremosine mit Campione del Garda und dem Hafen von Tremosine, dabei wird eine mehrere hundert Meter hohe Steilwand auch unter Ausnutzung einer Klamm in spektakulärer Weise überwunden.
Für das Projekt konnte er auch den in Gardone Riviera im Vittoriale degli italiani ansässigen Gabriele D’Annunzio begeistern, der die später als Gardesana Occidentale bekannte Straße als Meandro (italienisch für Mäander) bezeichnete. D’Annunzio machte ihn mit dem Mailänder Straßenbauunternehmer Piero Puricelli bekannt, der ihm sein Büro zur Verfügung stellte. 1926 waren die Planungsarbeiten abgeschlossen. Bei der Frage der Finanzierung half der Parteisekretär der Faschistischen Partei für die Provinz Brescia, Augusto Turati. Turati machte sich erfolgreich bei Mussolini für eine Finanzierung durch den italienischen Staat stark. 60 % finanzierte schließlich der Staat. Für den Rest kam ein Konsortium der an Straße grenzenden Gemeinden auf. Am 18. Oktober 1931 konnte die Gardesana  Occidentale schließlich offiziell dem Verkehr übergeben werden. 1933 wurde er mit dem Komturkreuz des Ordens der Krone von Italien ausgezeichnet.
In einem Interview in den 1960er Jahren erzählte Cozzaglio, dass er während der dreijährigen Bauzeit stets mit einer Pistole unter dem Kopfkissen geschlafen habe. Er gab zu, dass er es nicht ertragen hätte, wenn es beim Bau seines waghalsigen Projektes zu einer mit zahlreichen Opfern verbundenen Katastrophe gekommen wäre. Nach dem Ende des Zweiten Weltkrieges emigrierte er nach Argentinien und widmete sich dort dem Bau von großen Industrieanlagen. 1957 kehrte er nach Gardone Riviera zurück. Der zunehmende Tourismus und Lkw-Verkehr sowie die stets von Steinschlag und Bergstürzen gefährdete Straße, machten einen Ausbau der Gardesana Occidentale immer erforderlicher. Cozzaglio unterstützte ein völlig neues Konzept, dass den Bau einer neuen, höher gelegenen Trasse vorsah, aber sich vor allem wegen der damit verbundenen hohen Baukosten nicht durchsetzen konnte.
Im November 1960 wurde er erneut zum Bürgermeister von Gardone Riviera gewählt. Das Amt hatte er bis Dezember 1964 inne. Wenige Monate später verstarb Riccardo Cozzaglio. In seinen letzten Lebensjahren hatte er sich neben seinem Bürgermeisteramt noch um den Bau der Straße nach Tignale gekümmert.